# Robert Kasting
Robert „Bob“ Kasting (* 28. August 1950 in Ottawa) ist ein ehemaliger kanadischer Schwimmer. Er erhielt 1972 in München eine olympische Bronzemedaille und gewann bei Commonwealth Games eine Goldmedaille und vier Silbermedaillen sowie bei Panamerikanischen Spielen vier Silbermedaillen und eine Bronzemedaille.

## Sportliche Karriere
Kasting ist in Ottawa geboren, wuchs aber in Lethbridge, Alberta, auf und schwamm dort für den Lethbridge Amateur Swim Club.
Bei den British Empire and Commonwealth Games 1966 in Kingston, Jamaika, belegte Kasting den sechsten Platz über 110 Yards Freistil. Sandy Gilchrist, Ralph Hutton, Robert Kasting und Ron Jacks gewannen sowohl in der 4-mal-110-Yards-Freistilstaffel als auch in der 4-mal-200-Meter-Freistilstaffel die Silbermedaille hinter den Australiern. 1967 bei den Panamerikanischen Spielen in Winnipeg gewannen Gilchrist, Hutton, Jacks und Kasting erneut zwei Silbermedaillen, sowohl in der 4-mal-100-Meter-Freistilstaffel als auch in der 4-mal-200-Meter-Freistilstaffel siegte das Quartett aus den Vereinigten Staaten. Für die Olympischen Spiele 1968 war Kasting als Ersatzmann für die Staffeln vorgesehen, kam aber nicht zum Einsatz.
Bei den British Commonwealth Games 1970 in Edinburgh, Schottland, startete Kasting in sechs Disziplinen. Er wurde Sechster über 100 Meter Freistil und Siebter über 200 Meter Freistil. Sein bestes Einzelergebnis gelang ihm mit dem vierten Platz über 200 Meter Lagen, wobei er hinter dem Sieger George Smith und dem Zweitplatzierten Ken Campbell nur drittbester Kanadier war. In der 4-mal-100-Meter-Freistilstaffel und in der 4-mal-200-Meter-Freistilstaffel siegten die Australier vor der kanadischen Staffel mit Hutton, Jacks, Kasting und George Smith. Die kanadische 4-mal-100-Meter-Lagenstaffel mit William Kennedy, Bill Mahony, Byron MacDonald und Robert Kasting gewann den Titel vor den Australiern. 1971 bei den Panamerikanischen Spielen in Cali gewann Kasting die Bronzemedaille über 100 Meter Freistil hinter Frank Heckl aus den Vereinigten Staaten und José Aranha aus Brasilien. Die 4-mal-100-Meter-Freistilstaffel mit Timothy Bach, Ian MacKenzie, Brian Phillips und Robert Kasting gewann genauso Silber hinter der Staffel aus den Vereinigten Staaten wie die 4-mal-200-Meter-Staffel mit Kasting, Phillips, Jacks und Hutton.
Bei den Olympischen Spielen 1972 in München belegte Kasting sowohl über 100 Meter Freistil als auch über 100 Meter Schmetterling den zehnten Platz und verpasste den Einzug in den Endlauf. Sein erstes olympisches Finale erreichte er mit der 4-mal-100-Meter-Freistilstaffel. Bruce Robertson, Brian Phillips, Timothy Bach und Robert Kasting schwammen auf den fünften Platz. Zum Abschluss der Schwimmwettbewerbe wurde die 4-mal-100-Meter-Lagenstaffel ausgetragen. William Kennedy, Bill Mahony, Bruce Robertson und Robert Kasting erreichten das Finale mit der viertbesten Zeit. Im Finale siegte die Staffel aus den Vereinigten Staaten mit fast vier Sekunden Vorsprung auf das Quartett aus der DDR, 0,14 Sekunden dahinter gewannen Erik Fish, Bill Mahony, Bruce Robertson und Robert Kasting die Bronzemedaille.
Kasting hatte 1972 an der Yale University graduiert und startete danach für die Universität Stockholm. Bei den Schwimmweltmeisterschaften 1975 in Cali schwamm er auf den achten Platz über 100 Meter Freistil. Mit der kanadischen 4-mal-100-Meter-Freistilstaffel in der Besetzung Kasting, Robertson, Graham Smith und Steve Pickell belegte er den vierten Platz mit einer Sekunde Rückstand auf die drittplatzierten Briten. Für das Olympiateam 1976 wurde Kasting nicht mehr nominiert. Kasting schloss ein Jurastudium an der McGill University ab und arbeitete dann als Jurist in Vancouver.